# O sancta simplicitas

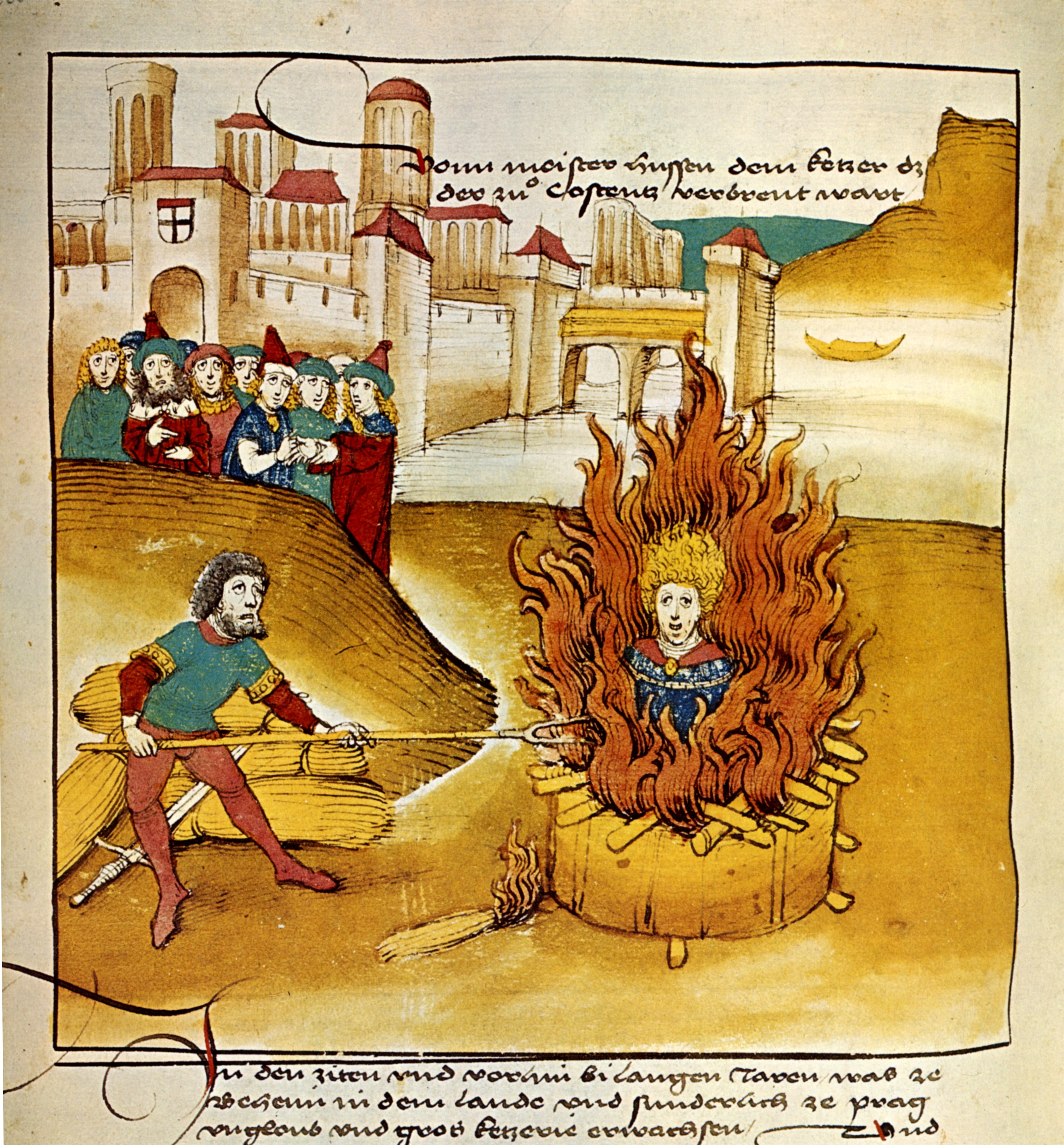
Страта Яна Гуса (Шпіцер Шиллінг, 1485)

O sancta simplicitas (з лат. «о, свята простота!») — вираз, що приписують Яну Гусу. Засуджений католицьким церковним собором до спалення за єретицтво, він нібито промовив ці слова на вогнищі, коли побачив, що якась бабуся (за іншою версією — селянка) з простою релігійною старанністю вкинула у вогонь принесений нею хмиз. Утім, біографи Гуса, покладаючись на свідчення очевидців його смерті, спростовують цей факт.
За свідченнями церковного письменника Туранія Руфіна (бл. 345—410 рр.), у його продовженні «Історії церкви» Євсевія, вираз «свята простота» було сказано на першому Нікейському соборі (325 р.) одним із богословів.